# Мелані Маршалл
Мелані Маршалл (англ. Melanie Marshall, 12 січня 1982) — британська плавчиня.
Учасниця Олімпійських Ігор 2004, 2008 років.
Призерка Чемпіонату світу з водних видів спорту 2001 року.
Призерка Чемпіонату світу з плавання на короткій воді 2008 року.
Чемпіонка Європи з водних видів спорту 2006 року, призерка 2008 року.
Чемпіонка Європи з плавання на короткій воді 2003 року, призерка 2004 року.
Призерка Ігор Співдружності 2002, 2006 років.